# Polonia en los Juegos Paralímpicos de Atlanta 1996
Polonia estuvo representada en los Juegos Paralímpicos de Atlanta 1996 por un total de 61 deportistas, 49 hombres y 12 mujeres.

## Medallistas
El equipo paralímpico polaco obtuvo las siguientes medallas:
| Nombre | Deporte                    | Evento                       |
| --- | -------------------------- | ---------------------------- |
| Oro |                            |                              |
| Jerzy Dąbrowski | Atletismo                  | Disco F46 masculino          |
| Jerzy Dąbrowski | Atletismo                  | Peso F46 masculino           |
| Mirosław Pych | Atletismo                  | Jabalina F11 masculino       |
| Mirosław Pych | Atletismo                  | Pentatlón P11 masculino      |
| Waldemar Kikolski | Atletismo                  | Maratón T11 masculino        |
| Andrzej Wróbel | Atletismo                  | 1500 m T34-37 masculino      |
| Ryszard Fornalczyk | Levantamiento de potencia  | –75 kg masculino             |
| Ryszard Tomaszewski | Levantamiento de potencia  | –90 kg masculino             |
| Małgorzata Okupniak | Natación                   | 100 m braza SB6 femenino     |
| Mirosław Piesak | Natación                   | 50 m libre S2 masculino      |
| Arkadiusz Pawłowski | Natación                   | 200 m estilos SM5 masculino  |
| Małgorzata Olejnik | Tiro con arco              | Individual de pie femenino   |
| Ryszard Olejnik | Tiro con arco              | Individual de pie masculino  |
| Plata |                            |                              |
| Tomasz Rębisz | Atletismo                  | Disco F46 masculino          |
| Tomasz Rębisz | Atletismo                  | Peso F46 masculino           |
| Mirosław Pych | Atletismo                  | 100 m T11 masculino          |
| Andrzej Wróbel | Atletismo                  | 800 m T34-36 masculino       |
| Waldemar Kikolski | Atletismo                  | 10 000 m T11 masculino       |
| Tomasz Chmurzyński | Atletismo                  | Maratón T11 masculino        |
| Jadwiga Polasik | Esgrima en silla de ruedas | Espada individual A femenino |
| Leszek Hallmann | Levantamiento de potencia  | +100 kg masculino            |
| Edyta Okoczuk | Natación                   | 100 m braza SB6 femenino     |
| Katarzyna Michalczyk | Natación                   | 100 m espalda S9 femenino    |
| Małgorzata Okupniak | Natación                   | 200 m estilos SM7 femenino   |
| Mirosław Piesak | Natación                   | 50 m espalda S2 masculino    |
| Krzysztof Ślęczka | Natación                   | 150 m estilos SM4 masculino  |
| Stanisław Joński Tomasz Leżański Ryszard Olejnik | Tiro con arco              | Equipo de pie masculino      |
| Bronce |                            |                              |
| Waldemar Kikolski | Atletismo                  | 5000 m T11 masculino         |
| Tomasz Rębisz | Atletismo                  | Jabalina F46 masculino       |
| Małgorzata Okupniak | Natación                   | 50 m mariposa S7 femenino    |
| Krzysztof Ślęczka | Natación                   | 50 m libre S5 masculino      |
| Krzysztof Ślęczka | Natación                   | 100 m libre S5 masculino     |
| Krzysztof Ślęczka | Natación                   | 200 m libre S5 masculino     |
| Krystyna Jagodzińska | Tenis de mesa              | Individual 10 femenino       |
| Tomasz Woźny Jan Maliszak Tadeusz Bogusz Czesław Humerski Andrzej Iwaniak Jerzy Kruszelnicki Stanisław Leja Piotr Moszczyński Roman Wanecki Marian Warda Adam Zawiślak K. Możdżyński | Voleibol de pie            | Torneo masculino             |